# Tsunami Bomb
Tsunami Bomb ist eine Punkband aus Petaluma, USA, die sich 1998 gründete und im Oktober 2005 auflöste. Ende 2015 wurde die Band jedoch wieder ins Leben gerufen, diesmal mit Frontsängerin Kate Jacobi.

## Bandgeschichte
Dominic Davi gründete die Band zusammen mit Kristin McRory, nachdem beide im Februar 1998 die Band Headborad verlassen hatten. Bereits am 26. Juni desselben Jahres spielten Tsunami Bomb ihr erstes Konzert. Ende des Jahres verließ McRory die Band und Davi holte Emily Whitehurst, die Schwester seines damaligen Mitbewohners, als neue Sängerin in die Band. Whitehurst nannte sich im Zusammenhang mit der Band fast immer Agent M, um ihre Bedeutung in der Band hervorzuheben.
Die erste Veröffentlichung war eine 7"-Split mit der ehemaligen Band von Whitehurst und dem damaligen Gitarristen Brian Bourke Plinky. Die folgende 7" wurde von dem Label Checkmate Records herausgegeben, das Hunter Burgan, dem Bassisten von AFI, gehört. Nachdem sie 2000 auf Tomato Head Records eine CD-EP veröffentlicht hatten unterschrieben Tsunami Bomb 2002 bei Joe Escalantes (The Vandals) Kung Fu Records und veröffentlichten dort ihr erstes Album. 2003 wurde Davi, der Gründer der Band, gebeten die Band auf Grund von persönlichen und künstlerischen Differenzen zu verlassen. Er gründete daraufhin die Band Love Equals Death.
Im Oktober 2005 lösten sich Tsunami Bomb wegen Problemen mit der „geschäftlichen Seite der Musikindustrie“ auf. Es gründeten sich die Bands The Action Design mit Whitehurst und dem für Davi eingesetzten Bassisten Matt McKenzie und Nothington mit dem Gitarristen Jay Northington und dem Drummer Gabriel Lindeman. McKenzie spielte einige Zeit auch bei Hoobastank.
Tsunami Bomb traten unter anderem auf der Warped Tour auf und tourten durch die USA, Europa und Japan.
Am 27. August 2016 teilte die Band mit, dass sie an neuen Liedern für ein Album schreibe, das 2017 erscheinen soll.

## Diskografie
- B-Movie Queens (1999, 7" Split mit Plinky)
- Mayhem on the High Seas (1999, 7")
- The Invasion From Within (2000, CD-EP)
- The Ultimate Escape (2002, CD)
- The Definitive Act (2004, CD)
- Live at the Glasshouse (2005, Live-DVD)